# 楊文舉
楊文舉（1553年—1612年），字直卿，號宜菴，四川順慶府南充縣人，醫籍。

## 生平
十一月初三日生，行一，治《詩經》，由縣學生中式四川鄉試第三十七名舉人，年二十五歲中式萬曆五年丁丑科會試第十七名，第三甲第二十九名進士。授雲南永昌軍民府保山縣知縣。十一年十月擢授吏科給事中，条議撫剿莽酋岳罕机宜十款，弹劾外戚李伟之妻违例干请，备言蜀中采运之苦，因陈從容采取四便。十三年五月与户部主事彭夢祖主考雲南鄉試，十七年三月升户科右，因東南大旱，六年奉命前往赈济救灾，督理荒政。十八年二月升吏科都，六月救灾事竣，十二月因疏救鄒元標、楊文煥罚俸五月。十九年三月条陈觐典六事，四月被南京刑部主事湯顯祖弹劾在救荒時受贿，遂上疏乞休，六月告病归乡。八月再被南道章守誠所劾，被降極邊雜職。二十一年二月以考察罢。

## 家族
曾祖楊錫；祖楊沐，贈承德郎刑部主事；父楊脩，按察司僉事；母唐氏（封安人）。具慶下，妻任氏，兄文選；文斗，弟文龍；文炳；文萃。